# Комерційний кодекс Франції
Комерційний кодекс Франції (фр. Code de Commerce de France) — звід норм французького комерційного права.
Чинний Комерійний кодекс Франції діє у редакції 2000 року поряд з Цивільним кодексом 1804 р. 
Це третя кодифікація французького комерційного права.

## Перша кодифікація комерційного права Франції
Перша кодифікація  правил комерції була здійснена у Франції у 1673 році коли за Людовика XIV, коли приймається ордонанс про комерцію (Ordonnance de Commerce). Він одержав негласну назву Кодекс Саварі (Code Savary) на ім'я одного з впливових купців, Жака Саварі, запрошеного в законодавчу комісію та зробившого основний внесок у його зміст. Кодекс складався з 122 статей і 12 титулів і мав на меті протидіяти обманам серед купців, зберегти корпоративний устрій купецьких станів, вводив інститут неспроможності і професійні вимоги до осіб, які бажали стати купцями. Поряд із цим кодексом у 1681 році здійснюється систематизація морського права – Ordonnance de la marine, який увібрав в себе морське право і виступив своєрідним доповненням до першого кодексу. В основу Ordonnance de la marine лягли доповнені новими зведеннями звичаїв збірки Consulato del mare, Rôles d’Oléron та ін. Вплив указаних кодексів на розвиток комерційних відносин у XVII – XVIII століттях був величезним, що підтверджується їх використанням при вирішенні торгових спорів по всій Європі, включаючи Англію

## Комерційний кодекс Франції 1807 року
Друга кодифікація комерційного права була здійснена за часів Наполеону.
У 1807 набув чинності Комерційний кодекс Франції, прийняття якого було обумовлено потребами оновлення комерційного права задля узгодження із новим Цивільним кодексом 1804 року. Комерційний кодекс увібрав у себе модернізовані положення Ordonnance de Commerce та Ordonnance de la marine.
У завдання Комерційного кодексу з самого початку входило встановлення спеціальних правил, які регулювали б взаємовідносини між комерсантами. 
Комерційний кодекс 1807 року на момент його прийняття налічував 648 статей та складався з чотирьох книг:
Книга I — «Про комерцію загалом» (фр. Du commerce en général) — містить правила як для індивідуальних комерсантів , так і для господарських товариств, для бірж і посередників, про вексель.
Книга II — «Про морську торгівлю» (фр. Du commerce maritime) — визначає правове становище морських суден.

Книга III — «Про неспроможність і банкрутства» (фр. Des faillites et des banqueroutes).
Книга IV — «Про комерційну юрисдикцію» (фр. De la juridiction commerciale).
Отже, в Комерційний кодекс, на відміну від Цивільного, були включені правила процесу.
Комерційний кодекс був виданий як спеціальний акт до Цивільного кодексу. У цьому кодексі містяться лише спеціальні правила, які застосовуються у сфері комерційного обороту. За відсутності спеціальних правил до комерційних операцій застосовуються загальні правила Цивільного кодексу (про власність, про договори тощо).
Положення Комерційного кодексу Франції 1807 року  мав значення для кодифікацій комерційного права в багатьох країнах світу, особливо в тих країнах романської системи права, де діють окремі комерційні кодекси: Аргентина, Бельгія, Бразилія, Іспанія, Португалія, Румунія, Чилі, Саудівська Аравія, Алжир, Венесуела та ін. 

## Третя кодифікаціія комерційного права Франції 2000 року.
У зв'язку із застарілістю більшості положень Комерційного кодексу 1807 року та потребами врахування директив ЄС щодо умов ведення бізнесу, наприкінці ХХ століття у Франції була розпочата   робота щодо підготовки нового комерційного кодексу.
Комерційний кодекс був повністю переглянутий в 2000 році та систематизував понад 90 різних нормативно-правових актів із питань комерції та господарської діяльності, прийнятих за останні 200 років. Серед них понад 50 нормативно-правових актів було частково чи повністю скасовано у зв'язку із набуттям чинності Кодексу.
Це кодифікація, однак, була завершена тільки в 2007 - 2009 роках у зв'язку із поступовим набуттям чинності окремих положень нового кодексу.

Комерційний кодекс Франції 2000  року складається з понад 2000 статей, об'єднаних у дев'ятьох книгах:
Книга I — «Про комерцію загалом»;
Книга II — «Про комерційні товариства і об'єднання економічного співрорбітництва»;
Книга III — «Про деякі форми продажів і умови ексклюзивності»;
Книга IV — «Про свободу цін і конкуренції»;
Книга V— «Про комерційні побічні наслідки»;
Книга VI — «Про труднощі підприємств»;
Книга VII — «Про комерційні суди та організацію комерційної діяльності»;
Книга VIII — «Про окремі регульовані професії»;
Книга IX — «Положення, що стосуються заморських територій».
Комерційний кодекс Франції поступово перетворюється на акт комплексного регулювання, позаяк вмішує у себе не лише приватноправові, але й публічно-правові вимоги до здійснення комерційної діяльності. Зокрема, кодекс передбачає адміністративні та кримінальні покарання, що застосовуються до керівників та адміністративний персонал комерційних компаній за порушення правил публічної звітності, заборон на здійснення окремих видів діяльності. 

## Джерело
Васильев, Е. А. Гражданское и торговое право капиталистических государств. Учебник для студентов вузов. М.: Международные отношения, 1993. Изд. 3-е, перераб. и доп. ISBN 5-7133-0705-0.
Коммерческий кодекс Франции / предисловие, перевод с французского, словарь-справочник и комментарии В.Н. Захватаева – М.: Волтерс Клювер, 2008. – 1272 с. ISBN 978-5-466-00335-2
Подцерковний О.П. Розвиток господарсько-правового напряму у законодавстві та науці зарубіжних країн // Правова доктрина України : у 5 т. – т.4. : Доктринальні проблеми екологічного, аграрного та господарського права / Ю.С. Шемшученко, А.П. Гетьман, В.І.Андрейцев та ін.; За заг. ред. Ю. С. Шемшученка.  – Х. : Право, 2013 – С. 396 – 424.